# Мост Америк
Мост Америк (англ. Bridge of the Americas (BOTA)) — группа международных мостов, которые пересекают Рио-Гранде (Рио-Браво), соединяющая города на государственной границе между США и Мексикой Сьюдад-Хуарес, Чиуауа, и Эль-Пасо, штат Техас, с помощью федерального шоссе MX 45 с юга, и межштатного шоссе I-110 с севера. Мост также известен как Мост Рио Браво, Мост Кордова.

## Описание
На стороне США Мост Америк находится в собственности Международной пограничной и водной комиссии (IBWC) и управляется Таможенной и пограничной службой США (CBP). На мексиканской стороне мост находится в собственности Международной пограничной и водной комиссии (CILA) и управляется мексиканской таможней. Мост 154 метра в длину и состоит из четырех отдельных сооружений: двух двухполосных мостов для грузовых перевозок и двух четырехполосных мостов для других транспортных средств. Конструкции моста, которая приспособлена для движения грузового транспорта включает в пустой грузовой колее, а также быстро и экспресс полосы для импортных/экспортных перевозок. Мост открыт в 1967 году. Мост был заново построен в период с 1996 по 1998 год.
На сегодняшний день это единственный бесплатный мост, соединяющий Эль-Пасо с Сьюдад-Хуарес (три других моста: мост Пасо-дель-Норте, также известный как Санта-Фе-стрит-бридж, Стантон-стрит-бридж и мост Ислета, также известный как мост Сарагоса).

### Пограничная станция
Американская пограничная станция LPOE BOTA построена в 1967 году и принадлежит Управлению служб общего назначения (GSA).

### Пересечение моста
Количество переходов по мосту в северном направлении в 2012 году, млн.:
- 0,88 — пешеходов
- 3,28 — личных машин
- 0,01 — автобусов
- 0,31 — коммерческих грузовиков

### Основные дороги к мосту

Межштатное шоссе I-110 на карте обозначено красным

На стороне США межштатное шоссе I-110 — основной выезд и подъезд к мосту. Оно подключается к четырехполосному шоссе US 54 на севере, которое соединяет мост с международным аэропортом Эль-Пасо и основными автомагистралями, в том числе I-10. В 90 метрах от моста шоссе US 54 пересекает четырехполосную объездную дорогу Loop 375.
На мексиканской стороне четырехполосное федеральное шоссе MX 45 — основной выезд и подъезд к мосту.MX 45 соединяет город Хуарес со столицей штата Чиуауа и пересекается с важными дорогами города, в том числе Эрманос-Эскобар, 16-де-Септьембре, Адольфо-Лопес-Матеос, и Рафаэль-Перес-Серна. Рафаэль-Перес-Серна — шестиполосное шоссе, которое соединяет мост с индустриальными парками Омега и Виста-дель-Соль и другими мостами.

## Мост Америк в культуре
- Является местом действия американского детективного сериала «Мост» с Дианой Крюгер и Демианом Бичиром в главных ролях, ремейка шведско-датского одноимённого сериала[3]. Сериал производился телеканалом FX и студией Shine America[англ.] и выходил в 2013—2014 годах;
- Появляется в фильме Убийца (фильм, 2015, США) как место перестрелки бойцов отряда с бандитами.